# Chico Amaral (compositor)
Francisco Eduardo Fagundes "Chico" Amaral (Belo Horizonte, 8 de maio de 1957), é um saxofonista e letrista brasileiro.
É responsável por muitos sucessos da banda mineira Skank, integrada por Samuel Rosa, Lelo Zaneti, Henrique Portugal e Haroldo Ferretti. Chico Amaral compôs junto a Samuel Rosa muitas canções, dentre elas Vou deixar, Tão seu, Pacato cidadão, Acima do sol e Canção noturna. Também tem parcerias com Lô Borges (Meu Filme), Ed Motta (Daqui pro Méier, Lustres e pingentes, Mágica de um charlatão, Fox do detetive e Flores da vida real), Milton Nascimento (Balê da utopia, Pietá), Beto Guedes, Erasmo Carlos e Totonho Villeroy, entre outros.
Começou sua carreira em 1979, no conjunto de choro Naquele Tempo, quando tocou com Altamiro Carrilho e Cartola. Além do Skank, participou do trabalho de vários artistas, em shows e discos. 
Em 2005 compôs a trilha sonora do CD Identidades para o Grupo Corpo, no projeto Corpo Cidadão, e produziu o CD Aquele verbo agora, do artista Vander Lee, com participações especiais nos shows de lançamento.

## Prêmios e indicações
Uma de suas parcerias com Milton Nascimento, Pietá, foi indicada para concorrer como melhor canção no Grammy Latino de 2003. 
Ganhou o Prêmio Multishow para a melhor canção de 2004, com a música Vou Deixar, uma parceria com Samuel Rosa. 
O CD Aquele Verbo concorreu à indicação de melhor do ano de 2005 no Prêmio Tim de Música.
Ganhou como saxofonista o prêmio de melhor instrumentista do concurso BDMG para compositores de música instrumental, edição 2007.
Em 25 de julho de 2012 recebe o prêmio Jazz Mineiro do Festival da Savassi.

## Discografia
- Livramento (2002), (com Flávio Henrique)
- Identidade (2005)
- Singular  (2007)
- Provincia (2012)
- Plural (2018)

## DVD
- Hotel Maravilhoso (2006), (com Marina Machado & Flávio Henrique)